# Elizabeth Jolley
Monica Elizabeth Jolley (Birmingham, Anglaterra, 4 de juny de 1923 - Perth, Austràlia Occidental, 13 de febrer de 2007) va ser una novel·lista anglesa que va viure a Austràlia Occidental des dels anys 1950. Jolley tenia 53 anys quan va publicar el primer llibre, i va arribar a publicar una quinzena de novel·les, tres llibres de contes i tres llibres de no ficció. També va ser professora de composició creativa a Austràlia.

## Biografia
Jolley va néixer a Birmingham (Anglaterra). El seu pare era anglès, mentre que la seva mare era austríaca. Va ser criada a les Midlands. Va ser educada per professors particulars fins als onze anys, quan va ser enviada a la Sibford School, una escola de la Societat Religiosa dels Amics. Durant els anys 1930, la seva família va rebre refugiats de tot Europa, creant, ens diu Jolley, un món misteriós [per a una nena].
Als 17 anys va començar a estudiar infermeria a Londres. El 1959 va emigrar a Austràlia juntament amb el seu marit Leonard (1914-1994) i els seus tres fills, després que ell fos nomenat bibliotecari a la University of Western Austràlia. Jolley va ensenyar composició al Fremantle Arts Center (FAC) i a la Universitat de Curtin.
Jolley va començar a sofrir demència el 2000 i va morir a Perth el 2007.

### Carrera literària
Elizabeth Jolley va començar a escriure quan tenia 20 anys, però no va publicar fins molt més tard. Molts editors havien rebutjat les seves obres -segons Delys Bird, a causa del seu estil postmodern. Durant els anys 1960, alguns dels seus contes van ser acceptats per l'emissora internacional de la BBC i per editors australians. El seu primer llibre, Five Acre Virgin, un recull de contes, es va publicar l'any 1976, i va ser rebut amb entusiasme a Austràlia. Posteriorment vindrien Woman in a Lampshade i Palomino. En total va escriure 15 novel·les i diversos reculls de contes.
Després d'alguns anys sense publicar, al 1983 es va editar Miss Peabody's Inheritance i Mr Scobie's Riddle, que la donaria a conèixer al públic internacional. Aquest últim va guanyar el premi The Age Book of the Year i va ser rebut positivament per la crítica, especialment a Austràlia i als Estats Units. A l'any següent, la seva novel·la Milk and Honey va guanyar el Premi Christina Stead en els Premis literaris de Nova Gal·les del Sud. En 1986, la seva novel·la The Well va guanyar el Premi Miles Franklin, el premi literari més prestigiós d'Austràlia.
Posteriorment, Elizabeth Jolley va escriure una trilogia de ficció amb elements autobiogràfics: My Father's Moon, Cabin Fever i The George's Wife. El 1993 va publicar Diary of a Weekend Farmer, un diari que havia escrit abans de començar les seves novel·les sobre la seva pròpia experiència com a grangera. El crític literari Peter Craven en digué: Era una mestra de la comèdia negra i va escriure una forma totalment diferent de ficció autobiogràfica, que era lúcida, lluminosa i tranquil·la.
Jolley, que formà part dels grans novel·listes de finals de segle XX a Austràlia, també va escriure diverses obres per a ràdio, transmeses per l'Australian Broadcasting Corporation. Així mateix, alguns dels seus treballs poètics van ser publicats en revistes i antologies durant els anys 1980 i 1990. El febrer de 2008, la Curtin University Library va llançar la Col·lecció de Recerca en línia Elizabeth Jolley, un centre de recerca virtual per a estudiosos interessats en una de les escriptores més importants d'Austràlia.

## Premi de narrativa curta Elizabeth Jolley
L'Australian Book Review (ABR), una de les principals revistes culturals australianes, convoca anualment el Premi Elizabeth Jolley de narrativa curta, un dels premis més importants del món per a obres breus, de ficció, en anglès, originals, amb un màxim de 5000 paraules.

## Obra

### Novel·les
- An Innocent Gentleman (2001)
- An Accommodating Spouse (1999)
- Lovesong (1997)
- The Orchard Thieves (1995)
- The Georges' Wife (1993)
- Cabin Fever (1990)
- My Father's Moon (1989)
- The Sugar Mother (1988)
- The Well (1986)
- Foxybaby (1985)
- Milk and Honey (1984)
- Mr Scobie's Riddle (1983)
- Miss Peabody's Inheritance (1983)
- The Newspaper of Claremont Street (1981)
- Palomino (1980)

### Llibres de contes i obres per a ràdio
- Fellow Passengers: Collected Stories of Elizabeth Jolley (1997)
- Off the Air: Nine Plays for Radio (1995)
- Woman in a Lampshade (1983)
- The Travelling Entertainer and Other Stories (1979)
- The Well-Bred Thief (1977)
- Five Acre Virgin and Other Stories (1976)

### Assaig
- Learning to Dance, una col·lecció d'assajos, contes i poemes (2006)

## Alumnat
Entre els seus estudiants hi hagué el novel·lista australià Tim Winton. Molts dels seus estudiants van guanyar premis tals com els Western Australian Premier's Book Awards, el Commonwealth Poetry Prize i el Miles Franklin Award.